# Hexatoma canescens
Hexatoma canescens är en tvåvingeart som beskrevs av Alexander 1949. Hexatoma canescens ingår i släktet Hexatoma och familjen småharkrankar. Inga underarter finns listade i Catalogue of Life.